# Glacier de los Polacos
Pour les articles homonymes, voir Polaco.
Le glacier de los Polacos (en espagnol : Glaciar de los Polacos, littéralement « glacier des Polonais ») est l'un des glaciers situés sur l'Aconcagua (6 962 m), point culminant du continent américain situé dans les Andes centrales argentines. 

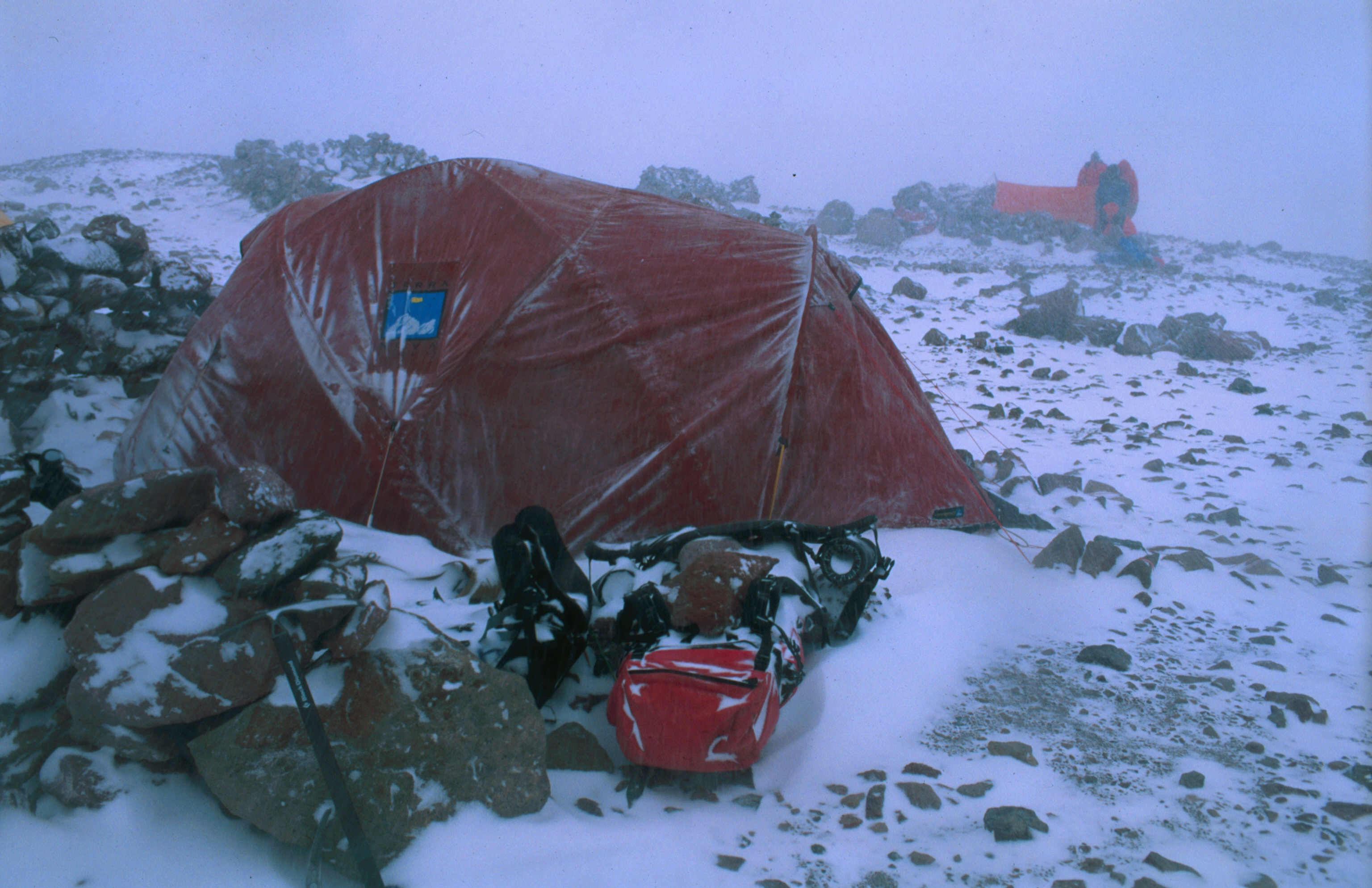
Camp 2 à proximité du glacier.

Il est nommé en hommage à l'expédition polonaise de 1934. Le groupe, dirigé par Konstanty Narkiewicz-Jodko (en), accompagné d'Ostrowski, Karpiński et Osiecki, emprunte une voie alternative menant au sommet, surnommée depuis ruta de los Polacos (voie des Polonais). Cette voie traverse le glacier.
Il est situé en moyenne à 6 200 m d'altitude. De nuit, en plein été, la température moyenne est de −20 °C et de 5 °C à midi. 